# Nicolau II d'Alexandria
Nicolau II d'Alexandria va ser patriarca Ortodox d'Alexandria de l'any 1263 al 1276.
Va viure a Constantinoble. Segons diu Jordi Paquimeres, va prendre partit a favor del patriarca Arseni de Constantinoble, que va ser deposat en un Sínode per l'emperador Miquel Paleòleg, i hauria defensat tant els interessos del prelat que es va negar fins a la seva mort a comunicar-se amb els que havien participat en la seva deposició.